# گردرودبار
گردرودبار، روستایی از توابع بخش بندپی شرقی شهرستان بابل در استان مازندران ایران است. گردرودبار به دلیل احاطه رودخانه سجاد رود در ایام قدیم به این نام گرفته شد در حال حاضر رودخانه از کنار این روستا عبور می‌نماید.

## مشخصات جغرافیایی
روستای گردرودبار در ۲۲کیلومتری جنوب شهرستان بابل و در ۷کیلومتری مرکز دهستان سجاد رود واقع شده‌است. این روستا از شمال به روستاهای احمد کلاً و کرد محله و از جنوب به روستای امیرده ختم می‌شود. گردرودبار از غرب به کلاگر کلاً و از شرق به رودخانه سجاد رود و روستای لیاردن متصل است. وسعت این روستا حدوداً ۲۵۰هکتار می‌باشد.

## وجه تسمیه
دو وجه تسمیه برای نام گردرودبار وجود دارد:
۱-رودخانه سجادرود که در زبان محلی به آن سجرو می‌گویند؛ گرداگرد روستا را فراگرفته‌است. در طی زمان اسم گرد+رودبار که بخش اول نشان دهنده
دورزدن رود به دور روستاست؛ و بخش دوم هم نشانی از رودخانه سجادرود است بوجودآمد.
۲-روهار در زبان عربی به معنای دشت است. در اطراف روستا دشت‌های بسیاری وجود دارد. نام بعضی از این دشت‌ها به این قرار است:
گت دشت(GateDasht)؛ خرابه دشت(KherabeDasht)؛ و…
لذا قولی وجود دارد که ابتدا به آن گردروهار می‌گفتند (همان‌طور که هنوز هم بعضی در زبان محلی می‌گویند) سپس در طول زمان نام آن به گردرودبار تغییر یافت.

## جمعیت
این روستا در دهستان سجادرود قرار دارد و براساس سرشماری مرکز آمار ایران در سال ۱۳۸۵، جمعیت آن ۹۵۹ نفر (۲۶۵خانوار) بوده‌است.